# Monta americana

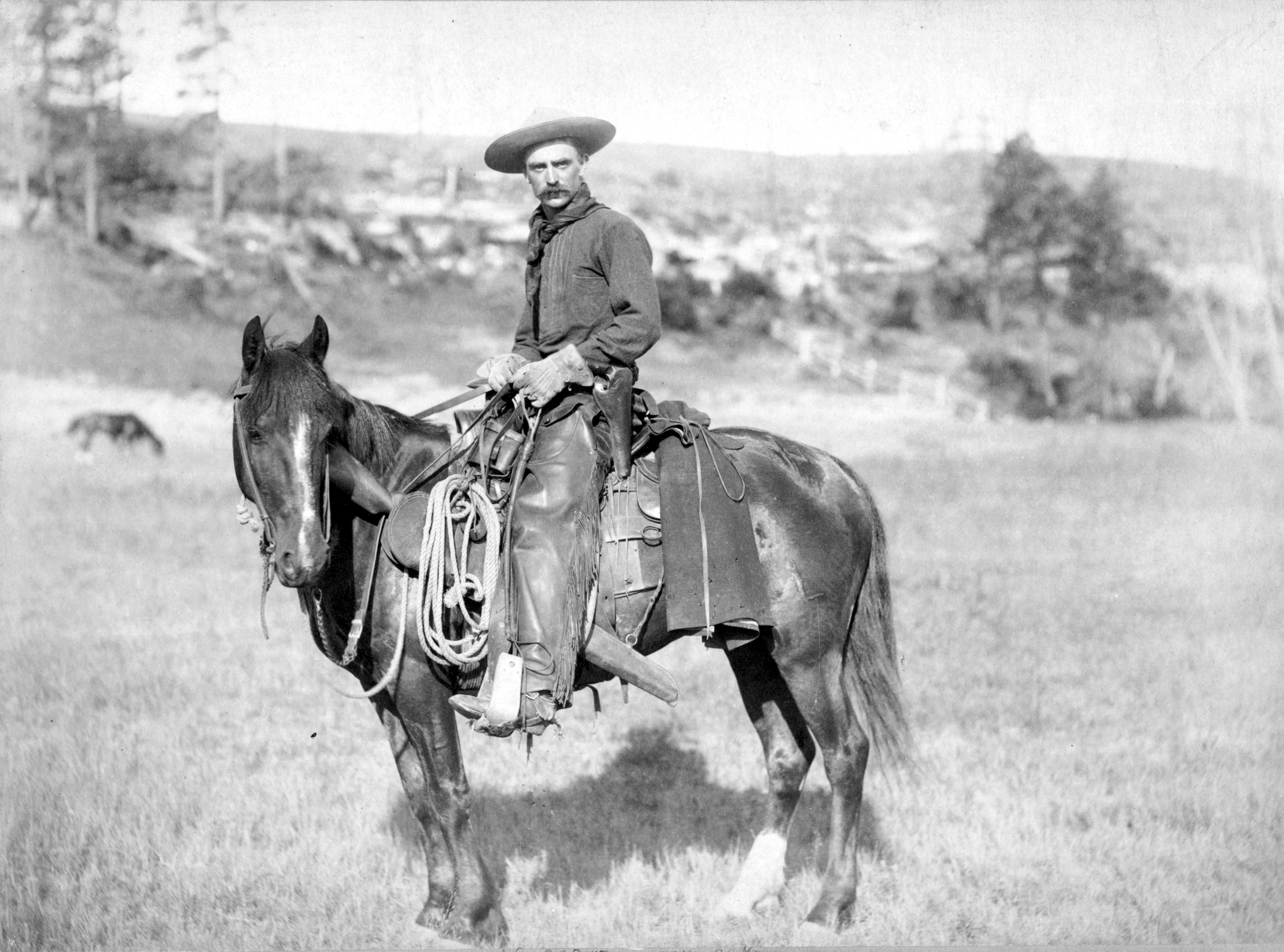
Un vaquero del viejo oeste en regalía clásica.

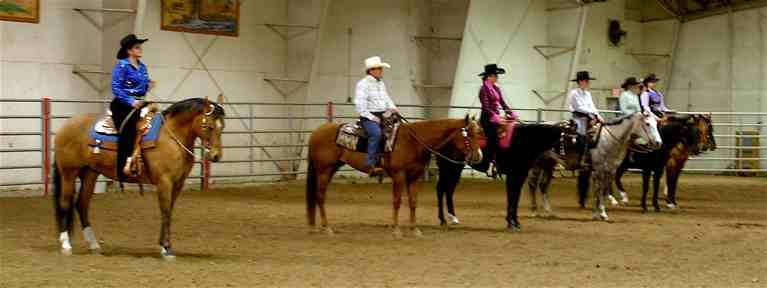
Competidores modernos en equipos occidentales alineados en una clase de exhibición de caballos, esperando resultados.

La monta de caballos americana es un estilo de montar a caballo que se desarrolló a partir de las tradiciones de ganadería y guerra traídas a las Américas por los conquistadores españoles, y tanto el equipo como el estilo de montar evolucionaron para satisfacer las necesidades de trabajo del vaquero en el oeste americano. Los vaqueros estadounidenses necesitaban trabajar largas horas en la silla de montar en un terreno accidentado, a veces necesitaban atar el ganado con un lazo. Debido a la necesidad de controlar el caballo con una mano y usar un lazo con la otra, los caballos occidentales fueron entrenados para detener el cuello, es decir, para cambiar de dirección con una ligera presión de rienda contra el cuello del caballo. Los caballos también fueron entrenados para ejercer un cierto grado de independencia en el uso de sus instintos naturales para seguir los movimientos de una vaca, por lo que se desarrolló un estilo de conducción que enfatizaba un asiento profundo y seguro, y los métodos de entrenamiento alentaron a un caballo a responder con un contacto muy ligero.
Aunque hay diferencias significativas en el equipo, hay menos diferencias entre la equitación inglesa y occidental que las que aparecen a primera vista. Ambos estilos requieren que los corredores tengan un asiento sólido, con las caderas y los hombros sobre los pies, con las manos independientes del asiento para evitar sacudir el caballo en la boca e interferir con su rendimiento.

## Aperos y equipamiento
Las necesidades del trabajo del vaquero requerían una táctica diferente a la utilizada en las disciplinas de "inglés". Cubriendo largas distancias y trabajando con ganado medio salvaje, con frecuencia a altas velocidades en terrenos muy accidentados y con arbustos, significó el peligro siempre presente de que un jinete se desanime en un accidente a millas de su hogar y apoyo. Por lo tanto, la diferencia de equipos más notable está en la silla de montar, que tiene un árbol pesado y sustancial (tradicionalmente hecho de madera) para absorber el impacto de la cuerda. La silla de montar al oeste presenta un prominente pomo rematado por un cuerno (una perilla utilizada para envolver un lazo después de atacar a un animal), un asiento profundo y un alto ángulo. 
- Datos: Q1323015
- Multimedia: Western-style riding / Q1323015